# Banda Marcial de Ancede
A Banda Marcial de Ancede é uma associação musical, cultural, recreativa e desportiva sediada no lugar de Lordelo, Ancede. O seu principal alicerce é a banda de música, que já actuou em várias localidades portuguesas.
A associação foi fundada em 1845 por D. Miguel de Sotto Mayor e é atualmente uma Instituição de Utilidade Pública.
Em 2020, o director artístico da banda, Nuno Osório, foi homenageado pelo Ministro da Administração Interna, Eduardo Cabrita, pela composição "O Patrulheiro".